# Гребля Обрук
Гребля Обрук (тур. Obruk Barajı) — кам'яно-накидна гребля з глиняним ядром та ГЕС на річці Кизил-Ірмак, за 50 км на північний захід від міста Чорум, Туреччина.
Гребля була побудована у 1996—2009 роках. Провідною метою будівництва цієї греблі було виробництво електроенергії та іригація (зрошується 5538 га). Гребля належить Energiekonzern Elektrik Üretim A.Ş. (EÜAŞ), має 67 м заввишки та об'єм 1,283 млн м³. Водосховище що утворено греблею має 40 км завдовжки, площу 50,2 км³ і об'єм 661,11 млн м³.
ГЕС має турбіни Френсіса 4 х 50,5 МВт. Середнє річне виробництво 473 млн кВт·год (за іншими даними 515 млн кВт·год).